# Brčko distrikt BiH
Brčko distrikt Bosne i Hercegovine, zasebna administrativno-upravna jedinica u Bosni i Hercegovini koja ne pripada niti entitetu Federaciji Bosne i Hercegovine, niti entitetu Republici Srpskoj, nego državi Bosni i Hercegovini, odnosno u administrativno-pravnom smislu to je kondominij oba entiteta. Brčko distrikt BiH je nastao odlukom Međunarodnog arbitražnog suda, uspostavljen je 8. ožujka 2000. godine. Prostire se na površini od 493 km² (1 % područja BiH) posavske doline, koja seže od rijeke Save do obronaka planine Majevice. U blizini je tromeđe država Bosne i Hercegovine, Srbije i Hrvatske, te stoga slovi za strateško raskrižje u mnogim pogledima. Prema popisu stanovništva iz 2013. na području Brčko distrikta BiH živi 83.516 osoba.
Sjedište Brčko distrikta BiH se nalazi u gradu Brčkom.

## Povijest
Rat u Bosni i Hercegovini se završava 1995. godine. Do kraja rata, Brčko je imalo samo 33.600 stanovnika. Oni koji su ostali pretrpjeli su traumu. Grad je u potpunosti bio etnički podijeljen, došlo je do kolapsa javnih usluga i ekonomije. Bezakonje je bilo široko rasprostranjeno. Tijekom i nakon rata, Brčko je bilo središte aktivnosti crnog tržišta. Procjena je da je crno tržište 1996. godine predstavljalo 98 % gospodarstva Brčkog. Spor zaraćenih strana oko statusa Brčkog bio je toliko žestok da je to bilo jedino značajno pitanje oko kojeg se tijekom mirovnih pregovora u Daytonu nije moglo pronaći rješenje. Strane su stoga rješavanje ovog pitanja prepustile tribunalu. Konkretan status i ovlasti Brčko distrikta BiH utvrđeni su "Konačnom odlukom" tribunala iz 1999. godine. Deset godina kasnije, Parlamentarna skupština BiH usvojila je amandman 1 na Ustav BiH.
Po Statutu Brčko distrikta BiH, kojeg je proglasio Robert W. Farrand – prvi nadzornik za Brčko, jedinstvena je upravna jedinica lokalne samouprave pod suverenitetom Bosne i Hercegovine. Ima vlastitu multietničku upravu, policiju i pravosuđe. Demilitarizirano je područje i pruža sve potrebne slobode svojim građanima. Distrikt nema drugu zastavu ili grb osim zastave i grba Bosne i Hercegovine. Latinično i ćirilično pismo, te bošnjački, hrvatski i srpski ravnopravni su u upotrebi za sve svrhe. 
Do kolovoza 2012. godine, međunarodni nadzornik je svakodnevno pružao pomoć u radu izabranih zvaničnika koji su upravljali distriktom. Nadzornik je imao široke ovlasti, uključujući i ovlasti da donosi obvezujuće odluke, te je imao zadatak pomagati povratak izbjeglica, promovirati demokratsko i multietničko rukovođenje institucijama i raditi na oživljavanju gospodarstva u Brčkom. Dana 23. svibnja 2012. godine visoki predstavnik je najavio da će se ured u Brčkom zatvoriti 31. kolovoza 2012., te da će nadzornik suspendirati svoje funkcije od istog dana. Iako će nadzornik zadržao sve svoje ovlasti, a Arbitražni tribunal za Brčko nastavio postojati, puna odgovornost za upravljanje distriktom je potpuno prenesena na lokalne lidere.
OESS i EUFOR su nastavili svoje prisustvo u Brčkom i nakon suspenzije nadzornika. Delegacija Europske unije je osnovala ured u Brčkom. Mandat visokog predstavnika je ostao nepromijenjen, a Upravni odbor Vijeća za provedbu mira, OHR i brojne zemlje su nastavili pomno pratiti razvoj događaja i pružati potporu institucijama distrikta.
Zbog svog zemljopisnog položaja, distrikt ima velike gospodarske prilike u poljoprivrednoj i prehrambenoj industriji te trgovini, pogotovu što posjeduje najveću tržnicu u ovom dijelu Europe – "Arizonu". Mnoge velike državne tvornice prošle su razdoblje privatizacije, a istovremeno s tim povećava se, već sada veliki, broj privatnih poduzeća. Upravo zbog svoga položaja, distrikt Brčko, pored tradicionalnog lovnog, ima dobre mogućnosti za razvijanje kongresnog i seoskog turizma.
U Brčko distriktu BiH, od njegovog osnutka do danas, usvojen je veliki broj vlastitih zakona, koji pomažu građanima da lakše izgrade sredinu koja će biti ponos cijeloj državi, stvaraju pogodnosti za ulazak zdravih inozemnih investicija i ideja, a ti zakoni postaju i modeli za entitete u BiH.
Osnovno obrazovanje je devetogodišnje, obvezatno i besplatno u distriktu Brčko, koji ima 16 osnovnih škola, 5 srednjih i, za sada, Ekonomski fakultet. Sloboda izražavanja građana i javnost rada je zajamčena. Distrikt ima i svoj javni medij u ustanovi J.P. Radio Brčko, a u perspektivi je i njegovo proširenje na pisani i TV odsječak. Također radi i nekoliko privatnih medija.
Brčko posjeduju gradsku knjižnicu, umjetničku galeriju, amatersko kazalište, dom kulture i nekoliko kulturno-umjetničkih društava. U distriktu su aktivna i tri nacionalna kulturna društva – "Prosvjeta",  "Preporod" i "Napredak". 
Prema popisu stanovništva iz 2013. godine na području Brčko distrikta BiH, koje je istovjetno s površinom (493 km²) općine Brčko iz 1991. godine, živjelo je ukupno oko 83.516 stanovnika iz reda sva tri konstitutivna naroda – Bošnjaka 42,4 %, Srba 34,6 %, Hrvata 20,7 % i Ostalih 2,4 %.

## Naseljena mjesta
Područje Brčko distrikta BiH obuhvata 62 naselja. To su:
- Bijela
- Berkovac
- Boće
- Boderište
- Brčko
- Brezik
- Brezovo Polje
- Brezovo Polje Selo
- Brka
- Brod
- Bukovac
- Bukvik Donji
- Bukvik Gornji
- Buzekara
- Cerik
- Čađavac
- Čande
- Ćoseti
- Donji Rahić
- Donji Zovik
- Dubrave
- Dubravice Donje
- Dubravice Gornje
- Gajevi
- Gorice
- Gornji Rahić
- Gornji Zovik
- Grbavica
- Gredice
- Ilićka
- Islamovac
- Krbeta
- Krepšić
- Laništa
- Lukavac
- Maoča
- Marković Polje
- Ograđenovac
- Omerbegovača
- Palanka
- Popovo Polje
- Potočari
- Rašljani
- Ražljevo
- Repino Brdo
- Sandići
- Seonjaci
- Skakava Donja
- Skakava Gornja
- Slijepčevići
- Stanovi
- Šatorovići
- Štrepci
- Trnjaci
- Ulice
- Ulović
- Vitanovići Donji
- Vitanovići Gornji
- Vučilovac
- Vujičići
- Vukšić Donji
- Vukšić Gornji

## Vanjske poveznice
- Službena stranica Vlade Brčko distrikta BiH  Arhivirana inačica izvorne stranice od 26. ožujka 2020. (Wayback Machine) (pristupljeno: 16. kolovoza 2020.)